# Henrique da Rocha Lima
Henrique da Rocha Lima (1879–1956) là một bác sĩ, nhà bệnh học và nhiễm trùng học người Brasil. Khi làm việc ở Đức, ông phát hiện ra Rickettsia prowazekii, là mầm bệnh của sốt phát ban dịch tễ. Sau đó, Rickettsia prowazekii được đặt theo tên nhà động vật học người Đức Stanislaus von Prowazek.
Henrique da Rocha Lima tốt nghiệp bác sĩ từ trường Y khoa Rio de Janeiro vào năm 1905. Ông là một trong những người sáng lập Viện Oswaldo Cruz, nơi ông cùng làm việc với các nhà khoa học Brasil nổi tiếng khác, như Oswaldo Cruz, Adolfo Lutz và Carlos Chagas (người khám phá ra bệnh Chagas) trong các lĩnh vực vi sinh vật học, miễn dịch học và bệnh truyền nhiễm. Rocha Lima đặc biệt thành công trong vai trò nhà nghiên cứu giải phẫu bệnh học ở Đại học Munich, và Viện bệnh nhiệt đới Bernhard Nocht ở Hamburg, Đức. Tại Brazil, ông là người đi tiên phong trong giáo dục và khoa học, tham gia đặt nền móng cho Trường Y khoa Paulista, và Đại học São Paulo. Rocha Lima từng giữ chức chủ tịch Hiệp hội vì sự tiến bộ khoa học Brasil. Với các đóng góp trên, Ông được nhận nhiều giải thưởng cũng như huy chương trong và ngoài Brasil như huy chương Thập tự Sắt do Đế chế Đức trao tặng, Huy chương Benemerence do Giáo hoàng Pius XI trao, Huy chương Nocht vì những đóng góp to lớn trong việc nghiên cứu bệnh vùng Nhiệt đới, và thành viên danh dự của Viện Hàn lâm Khoa học Tự nhiên Đức. Tên ông được đặt cho Hội sinh viên (Centro Acadêmico) của Khoa Y Ribeirão Preto, ở Ribeirão Preto, Brazil.
Năm 2007, một chủng vi khuẩn Gram âm mới được đặt theo tên ông Rocha Lima, Bartonella rochalimae.

## Sách tham khảo
- Falcão, E.C. A Vida Científica de Henrique da Rocha Lima. Rev Bras Malariol Doencas Trop. 1967 Apr-Jun;19(2):353-8. (Article in Portuguese)
- Falcão, E.C. Henrique Rocha Lima e a Descoberta da Rickettsia prowazekii. Rev Inst Med Trop São Paulo. 1966 Mar-Apr;8(2):55-9.  (Article in Portuguese)